# Ius ad bellum
Ius ad Bellum es el término utilizado para referirse a la rama del derecho que define las legítimas razones que un Estado tiene para entrar en guerra y se enfoca en ciertos criterios para hacer la guerra justa. El término, de apariencia antigua por su sacralidad latina, fue acuñado durante la vigencia de la Sociedad de Naciones y su uso sólo tomó auge después de la II Guerra Mundial, especialmente a finales de la década de los cuarenta del siglo XX. 
El principal recurso legal del Ius ad bellum deriva de la Carta de las Naciones Unidas, el cual declara en su art. no. 2 (4) "Los Miembros de la Organización, en sus relaciones internacionales, se abstendrán de recurrir a la amenaza o al uso de la fuerza contra la integridad territorial o la independencia política de cualquier Estado, o en cualquier otra forma incompatible con los Propósitos de las Naciones Unidas." y en el art. 51 señala que "Ninguna disposición de esta Carta menoscabará el derecho inmanente de legítima defensa, individual o colectiva, en caso de ataque armado contra un Miembro de las Naciones Unidas (...)".

## Ejemplo
Un acuerdo en el que se consigna aquellas razones justificables para que un país declare la guerra contra otro tiene directa relación con el ius ad bellum, como lo es también un pacto bilateral de no agresión, ejemplo de ellos es el Pacto Briand-Kellogg por el que se proscribe la guerra como instrumento de política nacional; La Carta de Londres (carta de Núremberg), que definió los crímenes en contra de la paz como una de las tres grandes categorías de crímenes perseguidas después de la Segunda Guerra Mundial; y la Carta de las Naciones Unidas, la cual obliga a las naciones a buscar soluciones por medios pacíficos a sus disputas, además de requerir autorización de las Naciones Unidas para que un país pueda hacer uso de la fuerza contra otra. En contraste, acuerdos que definen los límites de una conducta aceptable mientras se está en guerra, son consideradas reglas de la guerra y se refieren al Ius in bello.

## Derecho de guerra en política
Según el movimiento pacifista ninguna guerra es justificable. El marxismo-leninismo se opone a esta afirmación introduciendo el concepto de que la guerra está justificada cuando se trata de la lucha de clases y su extrema situación la revolución.

## Requisitos para una Guerra Justa
Mucha gente ha tratado de reconciliar los principios antagónicos de la no violencia/Violencia y el acto malvado de matar a un individuo con la necesidad de proteger al inocente, ya que; ya sea por sí mismas o no, toda vida debe ser protegida, a veces a través de la fuerza. Para esto se plantean Seis elementos para que se considera que existe una "Guerra Justa", estos son los siguientes: 
1. legitima auctoritas o legitima potestas: una autoridad legitima
2. causa iusta: una causa justa y permitida
3. recta intentio: una intención justa de parte del que inicia la guerra
4. ultima ratio: debía ser el último medio disponible para hacer justicia
5. iustus finis: debía conducir a la paz
6. proportionalitas: debía ser proporcional a la causa presentada